# 2,3-dioksygenaza indolaminy

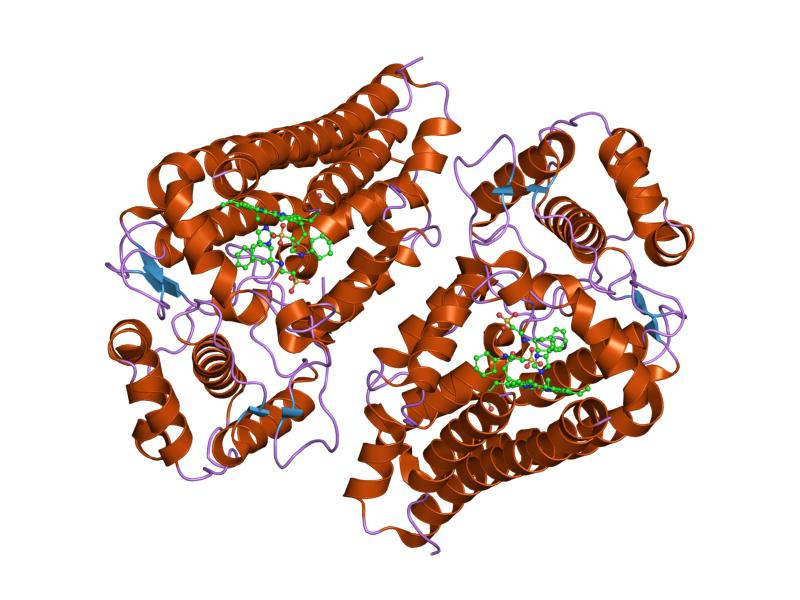

2,3-dioksygenaza indolaminy (IDO lub INDO, numer EC 1.13.11.52)  – enzym hemowy produkowany między innymi przez makrofagi i mezenchymalne komórki macierzyste. Jeden z głównych czynników immunosupresyjnych i przeciwzapalnych w organizmach ssaków.

## Działanie biologiczne
IDO uczestniczy w katabolizmie tryptofanu do kinureniny. Jego funkcje obejmują szeroko pojętą tolerancję immunologiczną oraz immunosupresję. Jest on jednym z markerów makrofagów o fenotypie M2, eksponowanym w reakcji na glikokortykosteroidy, IL-4, IL-10 i IL-13. Wykazano, że IDO hamuje aktywność limfocytów T i komórek NK, pobudzając jednocześnie produkcję limfocytów Treg i angiogenezę. Z tego powodu uważa się, że enzym ten pełni kluczową rolę w wygaszaniu stanów zapalnych oraz regeneracji tkanek.

### Ciąża
Działanie IDO leży u podstaw rozwoju III etapu tolerancji immunologicznej w ciąży, polegającego na przebudowie mikrośrodowiska doczesnej. Wykazano, że obniżone wydzielanie enzymu przez komórki trofoblastu i makrofagi jest czynnikiem ryzyka rozwoju stanu przedrzucawkowego.